# Hans-Theo Richter
Hans-Theo Bernhard August Karl Walter Richter (* 10. August 1926 in Bielefeld; † 17. Juli 2006 in Hombruch) war ein deutscher spätexpressionistischer Maler, Bildhauer, Zeichner und Grafiker.

## Leben
Hans-Theo Richter studierte nach Teilnahme am Zweiten Weltkrieg und anschließender Gefangenschaft von 1947 bis 1951 an den Werkkunstschulen in Bielefeld und Köln. Von 1954 bis 1955 war er der letzte Meisterschüler von Heinrich Campendonk an der Rijksakademie van beeldende kunsten in Amsterdam. Es folgten Stipendien in Bielefeld, Köln, vom Land Nordrhein-Westfalen und vom Kultusministerium in Den Haag.
Von 1956 bis 1966 beteiligte sich Richter an Einzel- und Gruppenausstellungen im In- und Ausland. Seine Arbeiten waren u. a. 1959 in der Ausstellung 5 Westdeutsche Künstler in Wien, Graz, Linz und Salzburg ausgestellt sowie 1964 in der Ausstellung Dortmunder Künstler in Schweden, Dänemark, den Niederlanden, England und Frankreich. In Dortmund stellte er unter anderem im Museum am Ostwall aus.
1960 heiratete Richter und zog mit seiner Frau, einer Lehrerin, in deren Elternhaus in Hombruch. Aus der Ehe ging eine Tochter hervor. Von 1969 bis 1991 unterrichtete Richter als Kunsterzieher an der Robert-Koch-Realschule in Renninghausen. Mit 79 Jahren verstarb er nach drei Schlaganfällen.
Richters Gesamtwerk umfasst rund 3000 Bilder, Holzschnitte, Skulpturen, Plastiken, Reliefs und Glaskunstwerke. Er gestaltete die Innenräume und Glasfenster zahlreicher Kirchen, unter anderem den Altarraum der Kirche Maria-Königin in Eichlinghofen und die Dortmunder Franziskanerkirche. Oft arbeitete er mit dem Künstler Artur Schulze-Engels zusammen.

## Werke in Museen
- Kunsthalle Bielefeld
- Nachlass in Hombruch
- Private Kunstsammlung in Obervorschütz